# Clásica de Almería 2014
La Clásica de Almería 2014, ventinovesima edizione della corsa e valida come prova del circuito UCI Europe Tour 2014 categoria 1.HC, fu disputata il 2 marzo 2014 su un percorso totale di 178 km. Fu vinta dall'irlandese Sam Bennett al traguardo con il tempo di 4h21'33", alla media di 40,79 km/h.
Partenza con 94 ciclisti, dei quali 84 portarono a termine la gara.

## Squadre partecipanti
| N.      | Cod. | Squadra                    |
| ------- | ---- | -------------------------- |
| 1-8     | CJR  | Caja Rural-Seguros RGA     |
| 11-18   | COF  | Cofidis, Solutions Credits |
| 21-28   | MOV  | Movistar Team              |
| 31-38   | TNE  | Team NetApp-Endura         |
| 41-48   | CCC  | CCC Polsat-Polkowice       |
| 51-58   | EUK  | Euskadi                    |
| 61-68   | BUR  | Burgos BH                  |
| 71-78   | ESP  | Selezione spagnola         |
| 81-88   | EFG  | Efapel-Glassdrive          |
| 91-98   | ECU  | Team Ecuador               |
| 101-108 | LDD  | Louletano-Dunas Douradas   |
| 111-118 | AJT  | ActiveJet Team             |

## Ordine d'arrivo (Top 10)
| Pos. | Corridore           | Squadra       | Tempo    |
| ---- | ------------------- | ------------- | -------- |
| 1    | Sam Bennett         | NetApp-Endura | 4h21'33" |
| 2    | Juan José Lobato    | Movistar Team | s.t.     |
| 3    | Davide Viganò       | Caja Rural    | s.t.     |
| 4    | Francisco Ventoso   | Movistar Team | s.t.     |
| 5    | Stéphane Poulhiès   | Cofidis       | s.t.     |
| 6    | José Joaquín Rojas  | Movistar Team | a 2"     |
| 7    | Bartłomiej Matysiak | CCC Polsat    | s.t.     |
| 8    | Luis Ángel Maté     | Cofidis       | s.t.     |
| 9    | Tiago Machado       | NetApp-Endura | a 6"     |
| 10   | Davide Rebellin     | CCC Polsat    | s.t.     |